# День страхования в Иране

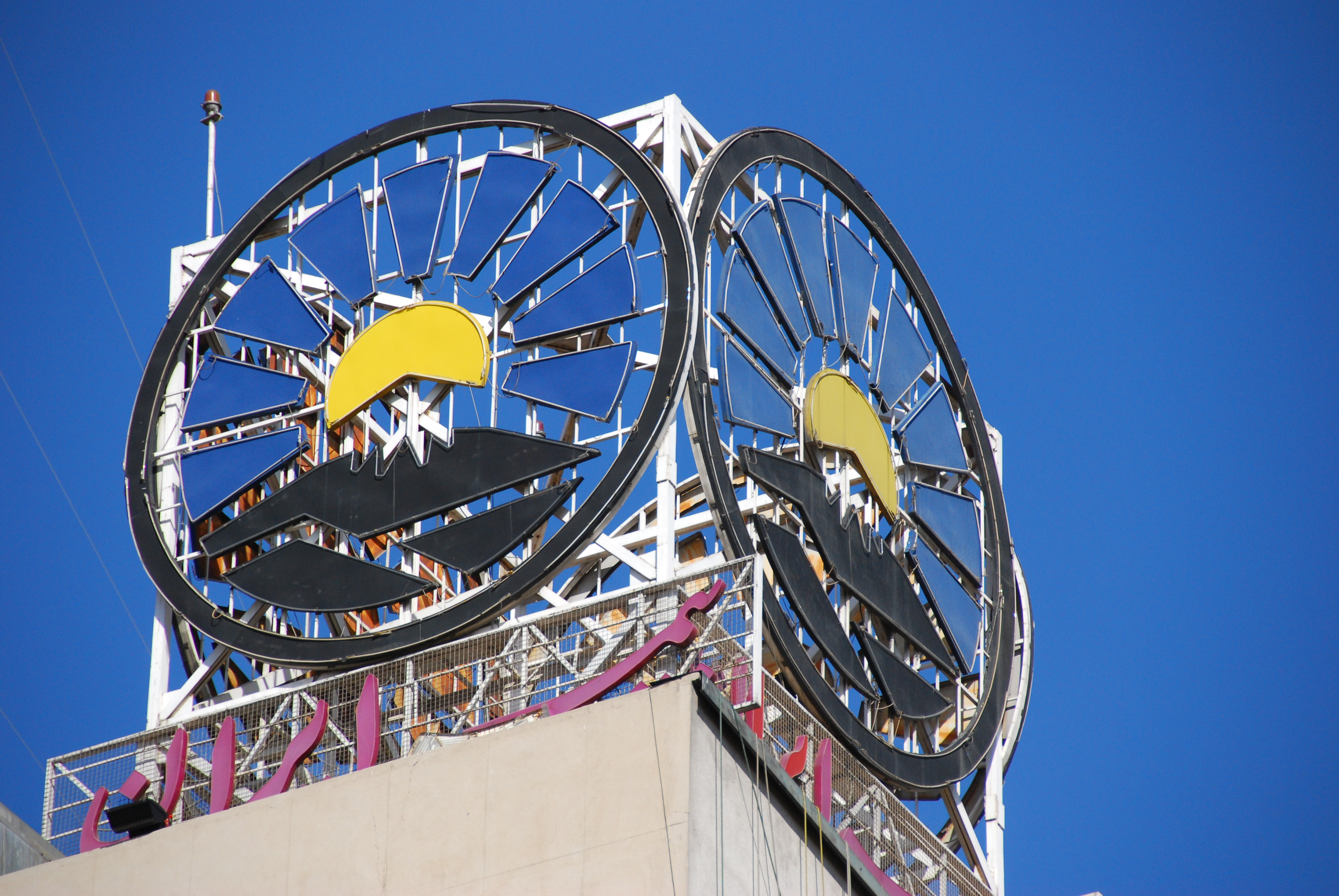
Логотип страховой компании Ирана на крыше ее штаб-квартиры

День страхования в Иране (перс. روز بیمه‎, Ruze bime) – дата, посвященная страховой отрасли в Исламской Республике Иран, отмечаемая 13-го числа месяца Азар (4 декабря) по официальному календарю страны. Праздник посвящён ценности чувства безопасности как одной из фундаментальных потребностей человека, так как оно оказывает непосредственное влияние на материальное и духовное развитие личности.

## Древняя история
Некоторые специалисты уверены, что первые зачатки примеров страхования зародились именно в древнем Иране. Согласно найденным археологами в Персеполисе записям и документам, человеческий аспект являлся одним из основных приоритетов при построении и развитии общества того времени. Так, в отличие от строительства египетских пирамид, которое осуществлялось рабами и пленниками под жестким контролем и давлением, в строительстве Персеполиса участвовали простые люди и военнопленные, которые получали заработную плату за свою работу, и в случае болезни отстранялись от строительства.

## Начало страховой деятельности в Иране
Страховые операции в Иране начали осуществляться совместно с  двумя российскими институтами – «Надежда» и «Кавказ Меркурий», начавшими свою деятельность на территории страны в начале XX века.

## Создание страховой компании Ирана
В 1935 году по официальному календарю страны страховая компания Ирана была создана посредством внесения 100 % правительственного капитала, а уже в 1397 году был принят закон о страховании.